# Licom
Licom nv was een maatschappelijke onderneming die werk bood aan mensen met een afstand tot de arbeidsmarkt. Licom kwam voort uit de sociale werkvoorziening. In de laatste jaren van bestaan was het bedrijf bezig met het maken van een ombuiging om zich te ontwikkelen tot een dienstverlener voor arbeidstoeleiding. Uiteindelijke doel van Licom was het maximaal haalbare arbeidsrendement boven te halen, bij voorkeur in een reguliere baan. De aandelen van de naamloze vennootschap Licom nv waren in handen van elf gemeenten in de regio Zuidoost-Nederland, te weten Heerlen, Kerkrade, Landgraaf, Brunssum, Nuth, Valkenburg aan de Geul, Voerendaal, Simpelveld, Gulpen-Wittem, Onderbanken en Vaals, waarvoor het bedrijf de Wet sociale werkvoorziening uitvoerde. Met ongeveer 4491 werknemers was Licom in 2009 de grootste Wsw-organisatie in Nederland en een van de grootste werkgevers van Limburg.
Het bedrijf is in 1996 ontstaan na de fusie van de sociale werkvoorzieningorganisaties in de regio (S.B.F, W.P.M en de ZOL-bedrijven). Het merendeel van de vestigingen van Licom lag in Parkstad Limburg, maar daarnaast is er ook een deelvestiging in Geleen in de nabijheid van DSM en Sabic.
Medio september 2012 vroeg Licom wegens financiële problemen uitstel van betaling aan. De elf betrokken gemeenten wilden middels een toelage van 16 miljoen euro het bedrijf overnemen en orde op zaken stellen. Ze wilden niet het onverantwoorde risico lopen om voor ettelijke tientallen miljoenen euro's het schip in te gaan.
Op 23 oktober 2012 is Licom Nv failliet verklaard. In maart 2014 wezen de gemeenten de vordering van 11,5 miljoen door de curatoren af.

## Overnames na het faillissement
Na het faillissement heeft Licom een doorstart kunnen maken onder de vlag van WOZL en inmiddels is daar WSP Parkstad bij gekomen.
Het onderdeel Licom ICT is overgenomen door Detron

## Bedrijven
Licom kende de volgende bedrijfsonderdelen:
- Licom Talent (arbeidstoeleidingstrajecten en re-integratie)
- Licom Topwerk (industriële activiteiten en assemblagediensten, elektrische bedradingen en kwekerij)
- Licom Jobster (detacheringen en personeelsaanbod)
- Licom Groen (groenvoorziening)
- Businesspost Licom (postverzorging BtoB en BtoC)
- Licom Vakwerk (facilitair onderhoud)
- EMMA Safety Shoes (A-kwaliteitveiligheidsschoenen)
- Licom ICT (ICT-dienstverlening, verzorgt de ICT binnen Licom en buiten Licom)
- Licom Arbo (diensten op het gebied van kwaliteit, arbo en milieu)
- Licom BetereBuren (buurtbeheerbedrijf voor Brunssum)

Daarnaast had Licom een tweetal participaties met een externe partij:
- Licom Schoon (schoonmaak, glaswas, huismeester, en conciërgewerkzaamheden, svs-opleiding en levering van sanitaire voorzieningen)
- Sync. (grafisch bedrijf)